# Sylvie Becaert
Sylvie Becaert, née le 6 septembre 1975 à Lille, est une biathlète française, championne du monde du sprint en 2003 et double médaillée olympique de relais.

## Carrière
Sylvie Becaert entre en équipe de France de biathlon lors de la saison 1999-2000, y obtenant son premier podium en relais à Oberhof. Progressant régulièrement, elle s'affirme comme l'une des valeurs sûres du biathlon français. Elle participe alors à ses premiers Jeux olympiques d'hiver à Salt Lake City en 2002. Lors de la saison 2002-2003, elle monte régulièrement sur le podium, lui permettant alors de se battre pour le classement général de la Coupe du monde. Elle finit finalement à la troisième d'un classement remporté par l'Allemande Martina Glagow. Malgré cette place d'honneur, la saison 2002-2003 est une grande réussite pour la Française puisqu'elle remporte la médaille d'or du sprint aux Championnats du monde de biathlon 2003 organisés à Khanty-Mansiïsk en Russie. 
La saison 2003-2004 est moins brillante, Sylvie Becaert ne confirme pas ses résultats obtenus la saison précédente. Atteinte du syndrome des loges, elle est contrainte d'interrompre sa carrière et manque la totalité de la saison 2004-2005. Affaiblie tant physiquement que mentalement, elle envisage même un instant d'arrêter définitivement le biathlon. Pourtant, après une longue convalescence, elle revient en Coupe du monde lors de la saison 2005-2006 et se qualifie pour ses seconds Jeux olympiques organisés à Turin en 2006. Peu performante en individuel, elle remporte la médaille de bronze du relais avec ses coéquipières Florence Baverel-Robert, Delphyne Peretto et Sandrine Bailly. À titre individuel, elle retrouve le haut du classement avec une sixième place obtenue en janvier 2007 lors d'une poursuite disputée à Oberhof. Elle obtient alors son meilleur résultat depuis près de quatre ans.
Elle est championne du monde de relais mixte en 2009 et médaillée de bronze en relais féminin, avant de monter sur son sixième et dernier podium en Coupe du monde à Trondheim, où elle est troisième du sprint. Aux Jeux olympiques d'hiver de 2010, elle remporte avec l'équipe de France une médaille d'argent. Elle prend sa retraite sportive en mars 2010.
Le stade de biathlon du Grand-Bornand (Haute-Savoie), homologué pour des compétitions internationales, est nommé en son honneur.

## Palmarès

### Jeux olympiques
| Épreuve / Édition | Salt Lake City 2002 | Turin 2006 | Vancouver 2010 |
| Individuel        | 16e                 | 24e        | 30e            |
| Sprint            | -                   | 30e        | 29e            |
| Poursuite         | -                   | 34e        | 29e            |
| Mass start        | -                   | 26e        | -              |
| Relais            | -                   | 3e         | 2e             |

### Championnats du monde
| Mondiaux \ Épreuve   | Individuel               | Sprint                   | Poursuite                | Départ en masse          | Relais                    | Relais mixte                     |
| 2001 Pokljuka        | —                        | 61e                      | —                        | —                        | —                         | Épreuve inexistante à cette date |
| 2002 Oslo            | JO Salt Lake City        | JO Salt Lake City        | JO Salt Lake City        | 9e                       | JO Salt Lake City         | Épreuve inexistante à cette date |
| 2003 Khanty-Mansiïsk | 26e                      | Médaille d'or, monde     | 5e                       | 8e                       | 5e                        | Épreuve inexistante à cette date |
| 2004 Oberhof         | 5e                       | 18e                      | 14e                      | 8e                       | 5e                        | Épreuve inexistante à cette date |
| 2006 Pokljuka        | Jeux olympiques de Turin | Jeux olympiques de Turin | Jeux olympiques de Turin | Jeux olympiques de Turin | Jeux olympiques de Turin  | 11e                              |
| 2007 Antholz         | 49e                      | 26e                      | 31e                      | —                        | Médaille d'argent, monde  | —                                |
| 2008 Östersund       | 48e                      | 50e                      | —                        | —                        | Médaille de bronze, monde | —                                |
| 2009 Pyeongchang     | 22e                      | 48e                      | 37e                      | —                        | Médaille de bronze, monde | Médaille d'or, monde             |

Légende : 
- : première place, médaille d'or
- : deuxième place, médaille d'argent
- : troisième place, médaille de bronze
- : Épreuve inexistante
- — : pas de participation à l'épreuve.

### Coupe du monde
- Meilleur classement général : 3e en 2003.
- Vainqueur du classement du sprint en 2003.
- 6 podiums individuels : 1 victoire, 3 deuxièmes places et 2 troisièmes places.
- 25 podiums en relais : 5 victoires, 8 deuxièmes places et 12 troisièmes places.

#### Classements en Coupe du monde
| Saison    | Classement général final | Individuel | Sprint | Poursuite | Mass start |
| 1999-2000 | 66e                      |            |        |           |            |
| 2000-2001 | 37e                      | 39e        | 40e    | 31e       | 34e        |
| 2001-2002 | 30e                      | 43e        | 26e    | 31e       | 21e        |
| 2002-2003 | 3e                       | 9e         | 1re    | 3e        | 3e         |
| 2003-2004 | 31e                      | 16e        | 30e    | 37e       | 27e        |
| 2005-2006 | 29e                      | 45e        | 30e    | 34e       | 15e        |
| 2006-2007 | 29e                      | 38e        | 39e    | 27e       | 21e        |
| 2007-2008 | 23e                      | nc         | 24e    | 16e       | 17e        |
| 2008-2009 | 26e                      | 35e        | 26e    | 24e       | 24e        |
| 2009-2010 | 24e                      | 30e        | 20e    | 17e       | 27e        |

## Distinctions
Officière de l'ordre national du Mérite en 2010.

## Vie privée
Elle a eu une relation amoureuse avec René-Laurent Vuillermoz.